# Salmo 121

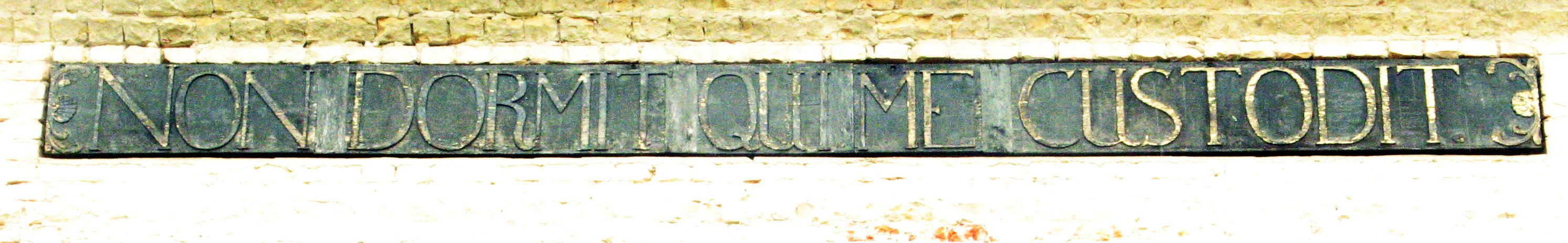
Iscrizione latina con una frase tratta dal salmo.

Il salmo 121 (120 secondo la numerazione greca) costituisce il centoventunesimo capitolo del Libro dei salmi.
È uno dei quindici cantici delle ascensioni. È utilizzato dalla Chiesa cattolica nella liturgia delle ore.